# Rent-A-Girlfriend
Rent-A-Girlfriend (яп. 彼女、お借りします канодзё окарисимасу, «Девушка напрокат») — комедийная романтическая манга Рэйдзи Миядзимы, публикующаяся в журнале Weekly Shōnen Magazine издательства Kodansha с июля 2017 года. По состоянию на сентябрь 2023 года вышло 34 тома.
Аниме-адаптация манги создана TMS Entertainment, премьера первого сезона состоялась 10 июля 2020 года. Премьера второго сезона состоялась 3 июля 2022 года. Премьера 3 сезона состоялась 7 июля 2023 года.

## Сюжет
В основе сюжета лежит образ реально существующих услуг в Японии, позволяющих нанять на какое-то время человека, который будет играть роль друга, супруга, ребенка или девушки/парня определенное время.
После того как Кадзую бросает его первая девушка, он решает попробовать воспользоваться онлайн-сервисом по аренде девушек. Красивая и доброжелательная Тидзуру Мидзухара оказывается даже слишком идеальной на его вкус. Он продолжает заказывать её, чтобы показывать окружающим и членам семьи, что у него всё хорошо и даже есть девушка. Множество совпадений, таких как то, что они живут в соседних квартирах или ходят в один университет, связывает героев, как и желание Кадзуи не расстраивать свою бабушку. Довольно скоро Кадзуя обнаруживает, что́ прячется за идеальным образом Тидзуру.

## Персонажи
Кадзуя Киносита (яп. 木ノ下 和也 Киносита Кадзуя) — 20 летний студент, живущий в Токио. После того как его девушка Мами Нанами бросает его, решает нанять «девушку на час» и назначает свидание с Тидзуру Мидзухару. Затем он оказывается в ситуации, когда ему приходится продолжать арендовать Тидзуру и вскоре влюбляется в неё. Подрабатывает в караоке-баре для оплаты свиданий с Тидзуру.
Сэйю: Дзюн Фукусима (реклама 2017 года), Харуки Исия (реклама 2018 года), Сюн Хориэ (аниме)
Тидзуру Итиносэ (яп. 一ノ瀬 千鶴 Итиносэ Тидзуру) / Тидзуру Мидзухара (яп. 水原 千鶴 Мидзухара Тидзуру) — соседка Кадзуи, работает в агентстве «Diamond», предоставляющем услуги девушки напрокат. В раннем возрасте осталась без отца, ушедшего из семьи, поэтому всё детство она провела с мамой, дедушкой и бабушкой. Затем мама и дедушка умерли. Ей всегда нравились фильмы и актёры, и она решила стать актрисой, как её бабушка, для чего усердно работает.
Сэйю: Сора Амамия (реклама 2017 года и аниме), Аой Юки (реклама 2018 года)
Мами Нанами (яп. 七海 麻美 Нанами Мами) — бывшая девушка Кадзуи. Обладает скверным характером, но пытается сбрасывать негатив в свой тайный аккаунт в Twitter.
Сэйю: Аой Юки (реклама 2017 года и аниме)
Рука Сарасина (яп. 更科 るか Сарасина Рука) изначально появляется в роли девушки Сюна Курибаяси, друга Кадзуи, но вскоре выясняется, что она также «девушка на час». Ведёт себя взбалмошно, что объясняет «болезнью небьющегося сердца»: её сердце бьётся с меньшей частотой, чем у других людей, она тяжелее переносит физические нагрузки, хуже проявляет эмоции. Она устроилась в агентство «Maple», чтобы найти любовь, которая заставит её сердце биться чаще, но в результате быстро разочаровалась в клиентах. Перестала работать «девушкой на час» после того, как начала встречаться с Кадзуей.
Сэйю: Нао Тояма
Суми Сакурасава (яп. 桜沢 墨 Сакурасава Суми) — , работающая в том же агентстве, что и Тидзуру. Весьма стеснительна, от этого мало говорит и то тихо, поэтому Тидзуру советует ей тестовое свидание с Кадзуей, в котором уверена. Всячески помогает Кадзуе на протяжении манги.
Сэйю: Риэ Такахаси

## Медиа

### Манга
Манга начала издаваться в Weekly Shōnen Magazine 12 июля 2017 года, к маю 2020 года было выпущено 14 танкобонов. Манга была лицензирована в Северной Америке компанией Kodansha Comics, которая выпустила первый том на английском языке 2 июня 2020 года.

### Аниме
9 декабря 2019 года было объявлено, что в июле 2020 года по манге будет выпущен аниме-сериал. Сериал создаётся студией TMS Entertainment под руководством режиссёра Кадзуоми Коги. Сценаристом выступает Мицутака Хирота, за дизайн персонажей отвечает Канна Хираяма, а за музыку — Хядайн. Премьерный показ первой серии состоялся 10 июля 2020 года в блоке Animeism на канале MBS и других. Всего было снято 12 серий. 25 сентября 2020 года перед самым завершением показа стало известно, что одобрено производство второго сезона аниме, транслировавшегося с июля по сентябрь 2022 года. С июля по сентябрь 2023 года транслировался и третий сезон.

### Видеоигра
Компания Enish в сентябре 2021 года выпустила сюжетную игру для смартфонов Kanojo, Okarishimasu Heroine All-Stars. В игре также присутствовали персонажи из манги Fairy Tail, «Семь смертных грехов», Domestic Girlfriend, Girlfriend, Girlfriend, «Бригада пылающего пламени», Yamada-kun and the Seven Witches и Negima!: Magister Negi Magi. Сервера игры были закрыты 25 января 2023 года.

### Дорама
Премьера телесериала по манге состоялась 3 июля 2022 года, трансляция закончилась 25 сентября 2022 года. Всего было показано 10 эпизодов.

## Критика
В обзоре манги ANN пишет, что Rent-A-Girlfriend — полноценная романтическая комедия. Но несмотря на наличие пошлого юмора в сюжете манги, в произведении нет изобилия фансервиса, вместо этого автор полагается на намёки.
Рэйдзи Миядзима в интервью Anime Senpai признался, что наделил главного героя своим характером.